# Sigismund Ludwig Borkheim
Sigismund Ludwig Borkheim (geboren 29. März 1826 in Glogau; gestorben am 16. Dezember 1885 in Hastings) war ein deutscher Revolutionär 1848/49, Weinhändler und Publizist.

## Leben
Sigismund Ludwig Borkheim war der Sohn einer deutsch-jüdischen Familie. Bereits 1832 wohnte die Familie in Berlin. Er besuchte das Joachimsthalsche Gymnasium. Dort lernte er Carl Wilhelm David Busch kennen, mit dem er auch noch später Kontakt hatte. Nach Abschluss der Sekunda musste er aus finanziellen Gründen die Schule verlassen und erlernte ab 1842 den Beruf eines Buchdruckers. Im Herbst 1844 konnte Borkheim am Friedrichswerderschen Gymnasium sein Abitur ablegen. Anschließend studierte er bis 1846 Medizin in Breslau, Greifswald und Berlin.
Borkheim wurde zum Militärdienst einberufen und meldete sich als 3-jährig Freiwilliger. In Glogau, wo er stationiert war, erlebte er die Märzrevolution, an der er sich gleich beteiligte. Er verteidigte den polnischen Aufstand im Großherzogtum Posen im Mai 1848. In einer Rede erklärte er: „daß die Polen ein Recht haben, ihre Freiheit und Selbstständigkeit zu erkämpfen, wie wir ja dieses Recht auch für uns in Anspruch genommen haben“. Politisch verfolgt tauchte er in Berlin unter und schloss sich dem Demokratischen Klub an, dem u. a. Carl d’Ester und Rudolph Schramm angehörten. Obwohl nicht am Berliner Zeughaussturm vom 14. Juni 1848 beteiligt, wurde er verdächtigt. Er entzog sich einer Verhaftung mit Hilfe von Graf Hans Wilhelm Carl von Breßler(1801–1865) aus Löbau durch Flucht nach Muttenz. Hier lernte er Jakob Lukas Schabelitz und Friedrich Hecker kennen. Im September 1848 nahm Borkheim zusammen mit Wilhelm Liebknecht am Struve-Putsch teil. Er wurde sieben Monate im Gefängnis gefangen gehalten, aber im Prozess im Mai 1849 freigesprochen. Er war aktiv an der Badischen Revolution beteiligt und diente unter Friedrich Anneke und Johann Philipp Becker. Auch in späteren Jahren verteidigte er die badischen Kämpfer Friedrich von Beust, Max Dortu, Gustav Adolf Schlöffel, Carl Schurz, August Willich u. a.
Nach der gescheiterten Revolution lebte Borkheim als politischer Flüchtling in Genf. Gemeinsam mit anderen Flüchtlingen (Max Cohnheim, Eduard Rosenblum. Adolf Korn und Max Joseph Becker) gab er den „Rummeltipuff. Organ der Lausbubokratie“ heraus, der 1860 von Carl Vogt gegen Karl Marx verwendet wurde. 1849/1850 schrieb er für die von Albert-Fréderic-Jean Galeer herausgegebene Zeitschrift Der Völkerbund, Genf. 1850 wurde Borkheim wegen eines Artikels im „Rummeltipuff“ aus der Schweiz ausgewiesen und am 1. Februar 1851 in Straßburg verhaftet. Er wurde in einem langen Gefangenentransport nach Calais gebracht. Am 6. Mai 1851 kam er in London an. In der ersten Zeit seines Exils stand er in Kontakt mit den Flüchtlingen August Schärttner, Franz Sigel, Gustav Adolph Techow, Gottfried Kinkel u. a. Er erhielt eine Stelle als Buchhalter. Während des Krimkrieges berichtete er in Zeitungen über das Kriegsgeschehen und erzielte größere Gewinne in Handelsgeschäften. Das plötzliche Ende des Krieges führte dazu, dass er sein eben erworbenes Vermögen verlor.
Anfang Februar 1860 bemühte sich Marx um persönlichen Kontakt zu Borkheim. Nach einem ersten persönlichen Treffen gab Borkheim Marx ausführlichen Bericht über die sogenannte „Schwefelbande“. Marx druckte diesen Brief vollständig in seinem Buch „Herr Vogt“ ab. Von da an datiert eine lebenslängliche Freundschaft und Korrespondenz der beiden. Auch half Borkheim Marx einen Verlag für sein Buch zu finden und beteiligte sich an den Druckkosten mit zwölf £.
Ende Juli 1867 wurde er Mitglied der internationalen Arbeiterassociation. Am 19. September 1867 widmete Karl Marx ihm den ersten Band von Das Kapital. 1867 trat Borkheim auf dem Genfer Kongress der Internationalen Liga für Frieden und Freiheit auf. Hier begann er seine Auseinandersetzung mit dem Panslawismus Herzens und Bakunins. Zwischen 1868 und 1871 setzte er seine Kritik in Aufsätzen in den Zeitungen Demokratisches Wochenblatt, Die Zukunft und Der Volksstaat fort. Im März 1870 enttarnte Borkheim Nečaev als Betrüger, Provokateur und verkappten Anhänger Bakunis.
S. L. Borkheim war u. a. 1869 Repräsentant des Weinhändlers „Maison Schröder & Schÿler“ (Bordeaux) in London.
Während des Deutsch-Französischen Krieges stellte er sich gegen die preußischen Kriegsziele. Im August 1870 war er mit Unterzeichner des Aufrufes von Charles Cassal und Eugen Oswald: „To the People of France and of Germany“. Während in Berlin am 16. Juni 1871 die siegreichen preußischen Truppen gefeiert wurden, erhielt Borkheim seine Naturalisierungsurkunde als britischer Staatsbürger. An Marx schrieb er begeistert: „Von heute ab bin ich civis anglicabus.“
Seit Mitte 1875 war er aufgrund eines Schlaganfalles linksseitig gelähmt. Am 13. November 1877 verstarb seine Frau Hannah. Borkheim arbeitete in den letzten Lebensjahren an seinen Lebenserinnerungen. Er starb am 16. Dezember 1885 in Hastings infolge einer Lungenentzündung.
Sigismund Ludwig Borkheim war seit 1860 mit Hannah Brokheim geb. Herdman (gest. 1877) verheiratet. Sie hatten einen Sohn Frederick Borkheim (geb. 1866).
Von ihm sind 71 Briefe an Johann Philipp Becker, 243 Briefe an Karl Marx und 133 Briefe an Friedrich Engels erhalten. Ein Brief von Borkheim an Gottfried Kinkel vom 16. Mai 1852 befindet sich im Kinkelnachlass in der Universitäts- und Landesbibliothek Bonn.

## Werke
- Von Liverpool nach Balaklava. In: National-Zeitung, Berlin Nr. 81 von 17. Februar 1855, Nr. 101 vom 1. März 1855 und Nr. 119 vom 11. März 1855.
- Napoléon III. und Preußen. Antwort eines deutschen Flüchtlings auf „Preußen in 1860“ von Edmond About. A. Petsch & Co., London 1860. MDZ Reader Digitalisat[33]
- Die Moskauer Zeitung und Thiers. In: Hermann. Deutsches Wochenblatt aus London. London Nr. 430 von 30. März 1867.
- Ma perle devant le Congrès de Genève. Par un diplomate prolétaire. A. LaCroix, Bruxelles 1867. Digitalisat
  - Meine Perle vor dem Genfer Congress. Von einem proletarischen Diplomaten. Verlags-Magazin, Zürich 1868. Digitalisat
- S. B.: Russische politische Flüchtlinge in West-Europa. In: Demokratisches Wochenblatt. Nr. 5 vom 1. Februar 1868; Nr. 6 vom 8. Februar 1868; Nr. 17 vom 25. April 1868; Nr. 20 vom 16. Mai 1868.
- Zur orientalischen Frage. Ein Briefwechsel. In: Demokratisches Wochenblatt. Nr. 36 Beilage vom 5. September 1868, Nr. 37 vom 12. September 1868 und Nr. 38 Beilage vom 19. September 1868.
- An den Redakteur der „Vereinigten Staats von Europa“. In: Demokratisches Wochenblatt. Nr. 36 Beilage vom 5. September 1868.
- A. Serno-Solowiewitsch[34]: Unsere russischen Angelegenheiten. Antwort auf den Artikel des Herrn Herzen: „Die Ordnung herrscht!“ Aus dem Russischen übersetzt von S. L. Borkheim. Verlag der Expedition des „Volksstaat“, Leipzig 1871. MDZ Reader Digitalisat
- Zur Erinnerung für die deutschen Mordspatrioten 1806–1807. Separatabdruck aus dem „Volksstaat“. Verlag der Expedition des „Volksstaat“, Leipzig 1871.[35]
  - Zur Erinnerung für die deutschen Mordspatrioten 1806–1807. Mit einer Einleitung von Friedrich Engels. Verlagsbuchhandlung, Hottingen-Zürich 1888 (=Sozialdemokratische Bibliothek Band XXIV)
- Parteien und Politik des modernen Rußland. Aus dem Englischen. Verlags-Magazin, Zürich 1872. MDZ Reader Digitalisat
- Die Hanauer Turner im badisch-rheinpfälzischen Aufstande 1849. Nach den Papieren ihres Corpsadjutanten, des verstorbenen Albert Dammerow. Von dem noch lebenden Sigismund Ludwig Borkheim, Batterieführer in der badisch-rheinpfälzischen Rebellenarmee. In: Volksstaat-Kalender 1875. Leipzig 1874.
- Der schweigende Stabsschreier Moltke und sein jüngster Leipziger Korrespondent. In: Der Volksstaat, Leipzig Nr. 35 vom 25. März 1874.[36]
- Zum Prozeß Bazaine. In: Der Volksstaat. 25. März bis 6. Mai 1874.
- Reinhold Rüegg (Bearbeiter): Erinnerungen eines deutschen Achtundvierzigers. (Sigmund  Borkheim).
  - In: Die Neue Zeit. Revue des geistigen und öffentlichen Lebens. 8 (1890), Heft 3, S. 125–139. Digitalisat
  - In: Die Neue Zeit. Revue des geistigen und öffentlichen Lebens. 8 (1890), Heft 5, S. 204–222. Digitalisat
  - In: Die Neue Zeit. Revue des geistigen und öffentlichen Lebens. 8 (1890), Heft 6, S. 253–271. Digitalisat
  - In: Die Neue Zeit. Revue des geistigen und öffentlichen Lebens. 8 (1890), Heft 7, S. 305–325. Digitalisat